# 榎本聡明
榎本 聡明（えのもと としあき、1939年7月7日 -  ）は日本の原子力技術者。東京電力副社長原子力本部長などを歴任、現顧問。工学博士である。

## 経歴
大阪府出身。1965年、東京大学工学部原子力工学科（現：システム量子工学科）を卒業後、東京電力に入社。入社後、原子炉の設計、原子力発電の企画業務および安全設計の業務に従事するとともに、原子力発電に関する広報業務にも関わる。1984 - 1988年および1990 - 1991年に、東京大学工学部非常勤講師に任じられる。
2004年には社団法人海外電力調査会会長に就任し、少なくとも2009年2月までは現職であった（現在は退任している）
福島第一原子力発電所には、1970年の1号機の試運転の時を含め4回勤務した。

### 略歴
- 1981年、福島第一原子力発電所技術課長[2]
- 1983年、原子力建設部原子力計画課長
- 1987年、福島第一原子力発電所技術課長
- 1994年、原子力業務部部長
- 1995年、柏崎刈羽原子力発電所長
- 1997年6月、取締役原子力本部副本部長兼技術開発本部副本部長[6]
- 1999年6月、常務・原子力本部長[7]
- 2002年5月、副社長・原子力本部長
- 2004年 社団法人海外電力調査会会長

副社長・原子力本部長であった2002年の時に東京電力原発トラブル隠し事件の責任を取り、当該職を辞した。副社長在任期間はわずか3か月だった。この不祥事が切っ掛けで東京電力の原子力部門（いわゆる原子力村）の実力者が相次いで失脚し、武藤栄が台頭することになる。

## 人物
無類のシャクナゲ愛好家で有名。40平米の庭に50株近くの品種を揃えており、愛好家が遠方から訪れるほどである。しかし妻からは「物干し竿が置けない」と不評。
柏崎刈羽原子力発電所に異動になった際もシャクナゲの世話をさせるため、妻を残して単身赴任したほど。

### 発言
- 東日本大震災による被災を端緒とする福島第一原子力発電所事故について、毎日新聞のインタビュー[5]に対し、「放射性物質を残したまま埋めてしまうことはない。燃料は必ず取り除く」と住民感情を踏まえた発言をしている。なお、この発言は、チェルノブイリ原子力発電所事故の処理の際に実施された「石棺方式」は採用しない事を強調する為になされたと、インタビュー内容を報じる毎日新聞の記事には記載されている。

## 著書
- 『わかりやすい原子力発電の基礎知識』（オーム社, 1996年3月, ISBN 4-274-03468-2）
同一書名・版元で、発行月およびISBNコードの異なる著書がある（1996年11月, ISBN 4-274-03482-8）目次構成に大きな変化がみられないため、改訂版と推測される。
- 『原子力発電がよくわかる本』（オーム社, 2009年3月, ISBN 978-4-274-20671-9）『わかりやすい原子力発電の基礎知識』へ、その後の情勢変化を反映した著書[3]。